# Ungheni (okręg Ardżesz)
Ungheni – wieś w Rumunii, w okręgu Ardżesz, w gminie Ungheni. W 2011 roku liczyła 816  mieszkańców.